# Selaginella convoluta
Selaginella convoluta là một loài dương xỉ trong họ Selaginellaceae. Loài này được Arn. Spring mô tả khoa học đầu tiên năm 1840.